# Cédric Zesiger
Cédric Zesiger (* 24. Juni 1998 in Merlach) ist ein Schweizer Fussballspieler. Er steht beim FC Augsburg unter Vertrag und ist Schweizer Nationalspieler.

## Karriere

### Verein
Der in Treiten im Berner Seeland aufgewachsene Cédric Zesiger begann mit dem Fussballspielen im Jahr 2006 beim FC Müntschemier, bevor er 2009 in die Romandie in die Fussballschule des FC Xamax 2007 wechselte. Dieser benannte sich zwei Jahre später in Neuchâtel Xamax FC um sowie nach einem Konkurs 2012 in Neuchâtel Xamax 1912 FC und 2013 in Neuchâtel Xamax FCS. Nach einem Jahr im Kanton Bern beim FC Biel-Bienne kehrte Zesiger nach Neuenburg zurück und lief am 19. Juli 2015 im Alter von 17 Jahren am ersten Spieltag der zweitklassigen Challenge League beim 1:2 gegen den FC Schaffhausen erstmals im Profifussball auf. In der Saison 2015/16 spielte er regelmässig und kam zu 26 Einsätzen.
Danach wechselte Zesiger nach sechs Spielen für Xamax Ende August 2016 zu den Grasshoppers Zürich und gab am 25. September 2016 beim 2:1-Heimsieg gegen den FC Vaduz sein Debüt in der Super League. In seiner ersten Saison in der höchsten Schweizer Spielklasse kam er nicht häufig zum Einsatz, doch sämtliche sieben Einsätze absolvierte er über die volle Spielzeit. Eine Saison später absolvierte er immerhin 18 Einsätze in der Super League, wobei ihm beim 4:0-Sieg im Stadtderby gegen den FC Zürich sein erstes Tor gelang. Auch in seiner dritten und letzten Saison in Zürich pendelte er häufig zwischen Stammplatz und Ersatzbank und absolvierte dabei insgesamt 21 Partien, in denen er ein Tor erzielte.
Im Sommer 2019 wechselte Zesiger zum BSC Young Boys und erhielt dort einen Vertrag bis 2023. Er debütierte am 21. Juli 2019 beim 1:1 gegen den Servette FC, etablierte sich rasch als Stammspieler und kam zu 22 Einsätzen in den 36 Meisterschaftsrunden. Er stand in 18 Spielen in der Startformation und spielte in 17 davon durch. In vier Spielen wurde er in der zweiten Halbzeit eingewechselt, ein Spiel verpasste er verletzungshalber, und in einem Spiel war er gesperrt. In zehn Spielen sass er lediglich auf der Ersatzbank und in zwei nicht im Aufgebot. Seine ersten zwei Tore schoss er am 10. November 2019 zum 1:1 und 3:2 beim 4:3-Sieg gegen den FC St. Gallen. Am 30. August 2020 gewann YB den Schweizer Cup mit 2:1 gegen den FC Basel, Zesiger wurde in der 49. Minute für Fabian Lustenberger eingewechselt.
In der Saison 2020/21 kam er zu 28 Einsätzen in den 36 Meisterschaftsrunden. In 24 Spielen stand er in der Startformation und spielte in 23 davon durch. In vier Spielen wurde er in der zweiten Halbzeit eingewechselt, zwei Spiele verpasste er verletzungshalber, und in zwei Spielen war er gesperrt. In vier Spielen sass er lediglich auf der Ersatzbank. Ein Tor gelang ihm in dieser Saison in der Meisterschaft nicht, hingegen erzielte er am 24. August 2021 in den Play-offs zur Champions League 2021/22 beim 3:2-Auswärtssieg gegen Ferencváros Budapest den Treffer zum 1:0 schon in der 4. Minute.
In der Saison 2021/22 kam er zu 21 Einsätzen in den 36 Meisterschaftsrunden. In 19 Spielen stand er in der Startformation und spielte in 18 davon durch. In zwei Spielen wurde er in der zweiten Halbzeit eingewechselt. Beim 4:0-Heimsieg gegen den FC Zürich am 11. September 2021 erlitt er eine Verletzung an Fuss und Knie; er musste danach während zehn Spielen pausieren, wegen einer neuerlichen Verletzung im April 2022 verpasste er weitere zwei Spiele. In zwei Spielen sass er lediglich auf der Ersatzbank, in einem Spiel war er nicht im Aufgebot. Auch in dieser Saison erzielte er kein Tor in der Meisterschaft, hingegen gelang ihm am 14. August 2021 in der 1. Runde des Schweizer Cups beim 4:1-Sieg gegen den FC Littau ein Treffer zum 4:0 (die Young Boys schieden im Achtelfinal gegen den FC Lugano mit 1:2 aus, Zesiger fehlte verletzungshalber).
In der Saison 2022/23 kam er zu 30 Einsätzen in 36 Meisterschaftsrunden. In beinahe allen Spielen stand er in der Startformation und spielte durch, wenn er nicht verletzungshalber (ein Spiel) oder wegen einer Sperre (drei Spiele) pausieren musste. Im März 2022 verlängerte der BSC Young Boys den Vertrag mit Zesiger vorzeitig um zwei Jahre bis Sommer 2025. Bei der 1:2-Niederlage am 4. September 2022 gegen den FC St. Gallen und dem 2:0-Sieg am 10. April 2023 gegen den Grasshopper Club Zürich gelang ihm je ein Tor. Beim 2:2 am 25. Februar 2023 gegen den FC Zürich war er erstmals Captain der Mannschaft in einem Meisterschaftsspiel. Im Schweizer Cup erreichte YB den Final vom 4. Juni 2023.
Zur Saison 2023/24 wechselt Zesiger vom BSC Young Boys in die Bundesliga zum VfL Wolfsburg, bei dem er einen bis 2027 laufenden Vertrag unterschrieben hat.
Im Januar 2025 wurde Zesiger vor dem 17. Spieltag zunächst bis zum Saisonende an den Liga-Rivalen FC Augsburg verliehen. Bei den Fuggerstädtern war er auf Anhieb als Stammspieler in der Abwehrkette gesetzt. Ende Mai 2025 zog der FCA die vereinbarte Kaufoption und verpflichtete Zesiger fest bis zum 30. Juni 2029.

### Nationalmannschaft
Zesiger debütierte am 22. September 2015 beim 2:1-Sieg im Freundschaftsspiel gegen Dänemark in der Schweizer U-18-Mannschaft und absolvierte insgesamt vier Spiele für die U-18-Auswahl, sechs für die Schweizer U-19- und sechs für die Schweizer U-20-Elf. Am 10. Oktober 2017 absolvierte er beim 2:0-Sieg im EM-Qualifikationsspiel in Vaduz gegen Liechtenstein sein erstes Spiel für die Schweizer U-21-Nationalmannschaft. Bis März 2021 bestritt er 17 Spiele für die U-21-Auswahl. Am 1. September 2021 debütierte er beim 2:1-Sieg im Freundschaftsspiel gegen Griechenland in der A-Nationalmannschaft und sass danach die ersten zwei Spiele der WM-Qualifikation 2022 gegen Italien und Nordirland (beide 0:0) auf der Ersatzbank, ohne eingesetzt zu werden. Für die UEFA Nations League 2022/23 und die WM-Endrunde wurde er nicht aufgeboten. Im EM-Qualifikationsspiel am 25. März 2023 gegen Belarus (5:0-Sieg) wurde er in der 82. Minute für Manuel Akanji eingewechselt, im Spiel danach gegen Israel (3:0-Sieg) sass er wieder auf der Ersatzbank, ohne eingesetzt zu werden.

## Privates
Am 15. Februar 2025 wurden er und seine Partnerin Selin Eltern eines Sohnes.

## Titel und Erfolge
BSC Young Boys
- Schweizer Meister 2020, 2021 und 2023
- Schweizer Cupsieger 2020 und 2023